# Queiles
Le Queiles est une rivière espagnole, et un affluent de l'Èbre, sur sa rive droite. Elle prend sa source à Vozmediano (Soria) où apparaît l'eau d'un sommet[Quoi ?] du Moncayo. Plus tard il reçoit la rivière Cailes (ou rivière Val) (qui naît à Ólvega et arrose Ágreda) dans la zone de Los Fayos. Elle forme de magnifiques escarpements dans les conglomérats de Tarazona et les eaux sous cette population élargit sa voie en profitant pour les irrigations. Après Novallas elle entre en Navarre, aboutissant à l'Ebre par Tudela dans la Communauté forale de Navarre.

## Localités traversées

### Soria
- Vozmediano

### Aragon
- Tarazona
- Novallas
- Los Fayos

### Navarre
- Monteagudo
- Tulebras
- Cascante
- Murchante
- Tudela (Navarre) embouchure